# Lukas Moodysson
Karl Frederik Lukas Moodysson, (Malmö, 17. siječnja 1969.) je švedski pisac i redatelj. Jedan od najpoznatijih europskih redatelja današnjice, zapažen prvim filmovima Pokaži mi ljubav (1998.), o pubertetskoj lezbijskoj vezi, i Zajedno (2000.), o posthipijevskoj komuni 1970-ih, u kojima iskazuje sklonost naturalističkim sižeima, društvenoj kritici i senzibilnoj karakterizaciji. Za razliku od satirična tona tih filmova, Lilja zauvijek (2002.) i Rupa u mom srcu (2004.), tmurne su naturalističke drame što razotkrivaju seksualnu eksploataciju i nedostatak socijalne senzibilnosti zapadnog društva.

## Životopis
Studirao na Švedskoj filmskoj školi Dramskog instituta u Stockholmu, od 1987. do 1996. Objavio je 5 zbirki pjesama i roman.
Dugometražni igrani prvijenac mu je film Fucking Åmål (1998.), sugestivno realistička inačica tzv. filma za mladež, u kojemu kroz priču o lezbijskoj vezi dviju provincijskih djevojčica postpubertetskog uzrasta razmatra potragu za (spolnim, manjinskim) identitetom i potrebu njegova ostvarenja, afirmirajući Drugo.
Sljedećim ostvarenjem Zajedno (2000.), dokumentarističkom mozaičnom pričom o pripadnicima posthipijevske ljevičarske komune u Stockholmu polovicom 1970-ih, ironijski, ali i s toplinom, te nadasve lucidno analizira složene međuljudske odnose, pokazujući vještinu profiliranja mnoštva likova u ograničenom dram. prostoru (većina radnje zbiva se u kući).
Očit društveni i moralni angažman razvidan u oba filma najsnažnije iskazuje u filmu Lilja zauvijek (2002.), naturalističkoj priči o krhkoj ruskoj tinejdžerki koja postaje žrtvom prostitucijskog lanca u Švedskoj, čije je egzistencijalno beznađe »komfornije« od onoga ruskoga, ali u biti jednako intenzivno.
Jedan je od najistaknutijih predstavnika tzv. ultrarealističke poetike druge polovice 1990-ih, ponajprije zainteresiran za minuciozan (i suosjećajan) prikaz psihologije (rubnih, izdvojenih) likova i njihovih odnosa, Moodysson se smatra velikom nadom suvremenoga svjetskog filma, a Ingmar Bergman proglasio ga je svojim nasljednikom.

## Filmografija

### Redatelj i scenarij
- 1997.: Bara prata lite, (Pričaj malo)
- 1998.:Fucking Åmål, (Pokaži mi ljubav)
- 2000.: Tillsammans, (Zajedno)
- 2002.: Lilja 4-ever, (Lilja zauvijek)
- 2003.: Terrorister – en film om dom dömda, (Teroristi - film o osuđenicima)
- 2004.: Ett hål i mitt hjärta, (Rupa u mom srcu)
- 2006.: Container
- 2009.:  Mammoth, (Mamut)

### Scenarij
- 2000.: Nova zemlja

## Vanjske poveznice
- Lukas Moodysson u internetskoj bazi filmova IMDb-u (engl.)